# Pareuxoa pampeana
Pareuxoa pampeana är en fjärilsart som beskrevs av Köhler 1945. Pareuxoa pampeana ingår i släktet Pareuxoa och familjen nattflyn. Inga underarter finns listade i Catalogue of Life.